# Academia dos Seletos

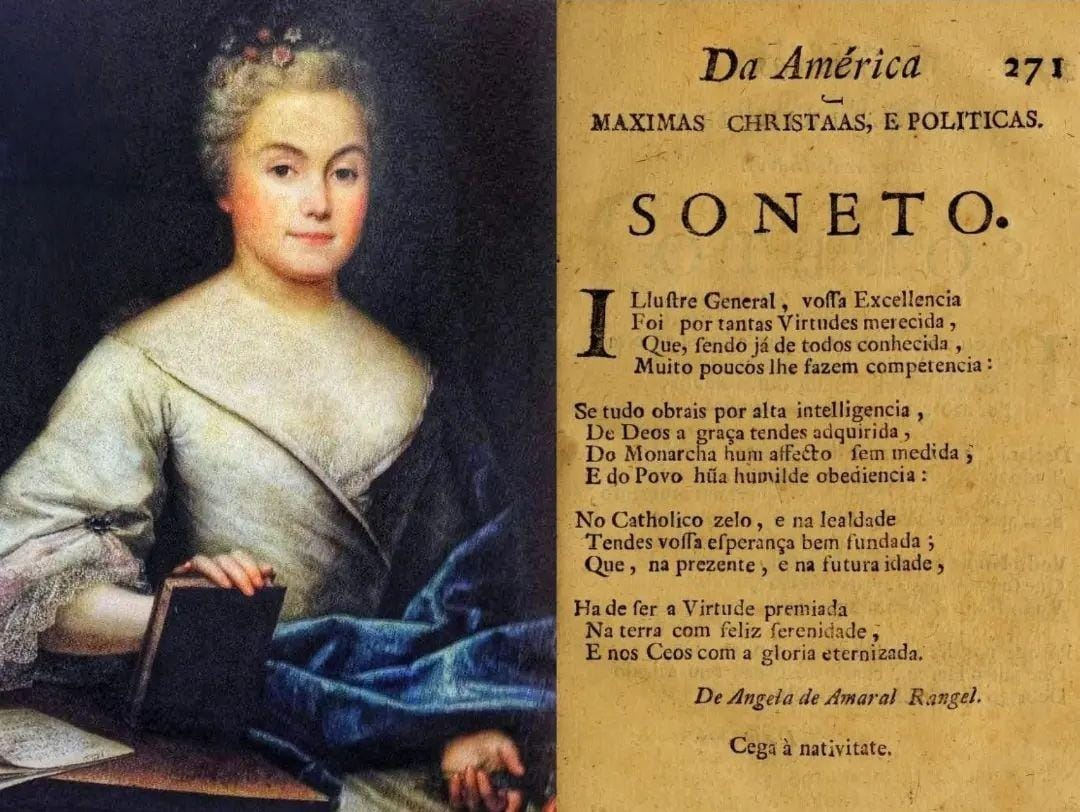
Ângela do Amaral Rangel, a única mulher a participar da Academia dos Seletos ainda no século XVIII.

A Academia dos Seletos tem sua data de fundação provável em 1751 ou início de 1752, na cidade do Rio de Janeiro. A única sessão que realizou foi a 30 de janeiro de 1752. Em louvor de Gomes Freire de Andrade que acabava de ser elevado ao posto de mestre de campo general. Foram, na oportunidade, lidas as produções o secretário Manuel Tavares de Siqueira e Sá, tão longas que cansaram a todos os presentes. Entre elas mencionam-se dois sonetos em vernáculo e dois romances líricos em castelhano de Ângela do Amaral Rangel, poetisa cega de nascença, natural do Rio de Janeiro. A sessão gerou relatório volumoso que foi publicado em Lisboa, em 1754, com o nome de Júbilos da América. Um simples menino de 12 anos que ali os escutava era José Basílio da Gama que, anos depois, já escritor formando, publicou o seu livro O Uraguai que imortalizou Gomes Freire de Andrade.